# فليمنيغ مورتنسن
فليمنيغ مورتنسن (بالدنماركية: Flemming Mortensen)‏ هو لاعب كرة قدم دنماركي في مركز الدفاع، ولد في 7 يوليو 1944 في Kalundborg ‏ في الدنمارك. لعب مع بولدكلوبن فرم.

## وصلات خارجية
- فليمنيغ مورتنسن على موقع قاعدة بيانات كرة القدم.إي يو (الإنجليزية)
- فليمنيغ مورتنسن على موقع ناشيونال فوتبول تيمز (الإنجليزية)